# Michalina Munkiewicz

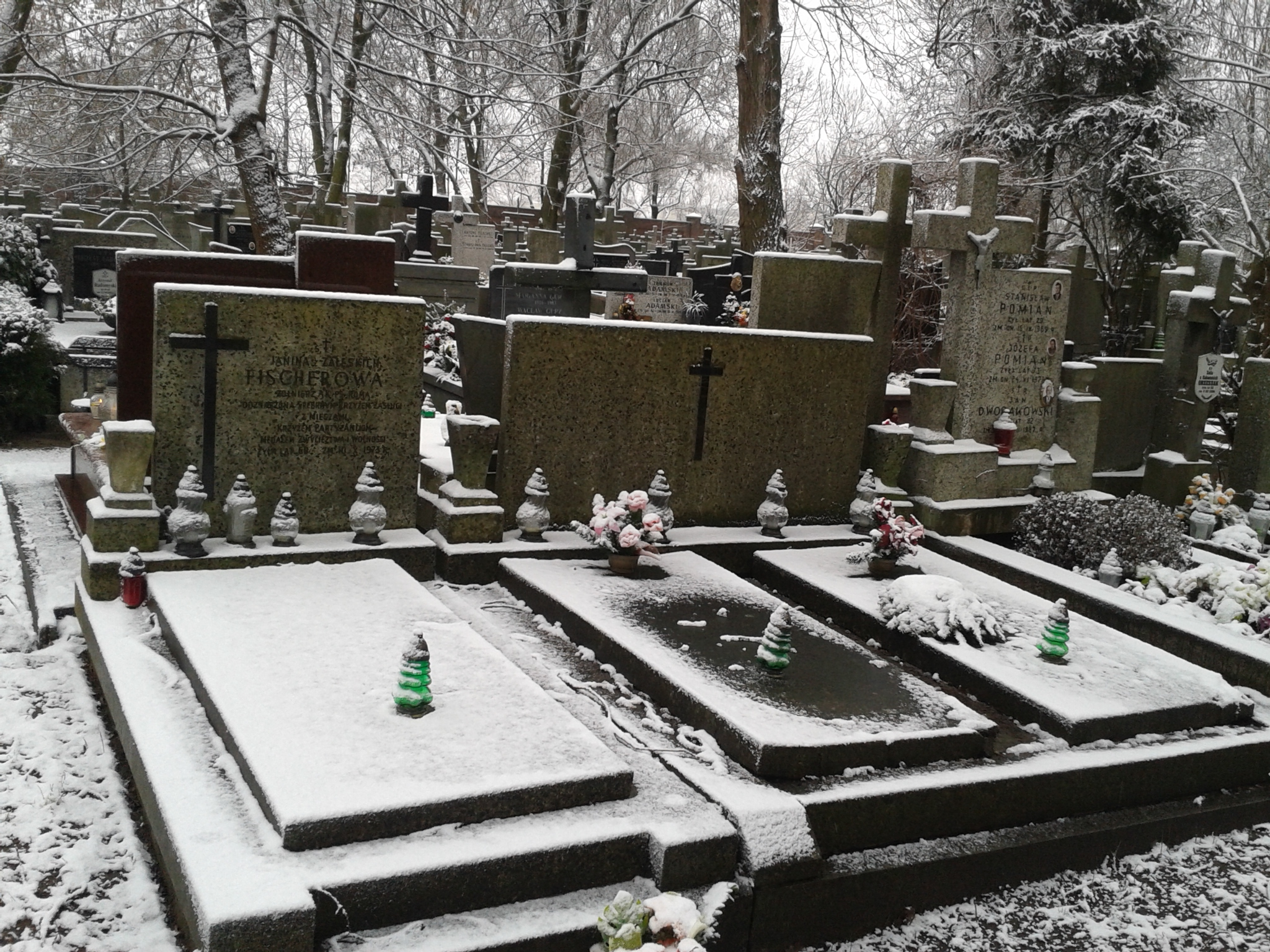
Grób Michaliny Munkiewicz (po prawej) na cmentarzu Bródnowskim

Michalina Jadwiga Munkiewicz-Świrska z domu Załęska (ur. 27 października 1908 w Łaszczowie, zm. 28 października 1968 w Warszawie) – polska działaczka ludowa, kapitan Wojska Polskiego, redaktor techniczna Ludowej Spółdzielni Wydawniczej. 

## Życiorys
Ukończyła gimnazjum w Siedlcach, w 1938 przeprowadziła się do Warszawy. Od 1940 była związana z działającym w konspiracji ruchem ludowym, początkowo była łączniczką Centralnego Kierownictwa Ruchu Ludowego i Komendy Głównej Batalionów Chłopskich. W swoim mieszkaniu zorganizowała centralny punkt kolportażu prasy konspiracyjnej, po upadku powstania warszawskiego udało jej się zbieg z kolumny transportowanej do Dulagu 121 i ukrywała się w Podkowie Leśnej. Po zakończeniu II wojny światowej podjęła pracę redaktora technicznego w redakcjach czasopism ruchu ludowego, w 1945 wstąpiła w szeregi Polskiego Stronnictwa Ludowego, a następnie Lewicy PSL i od 1949 Zjednoczonego Stronnictwa Ludowego. Zawodowo była związana z Wydawnictwem Książka i Wiedza, a od 1959 z Ludową Spółdzielnią Wydawniczą.
Została pochowana na cmentarzu Bródnowskim (kwatera 110P, rząd IV, grób 32/33).

## Odznaczenia
- Krzyż Kawalerski Orderu Odrodzenia Polski;
- Złoty Krzyż Zasługi z Mieczami;
- Krzyż Partyzancki;
- Krzyż Walecznych[1]